# Vicia monantha
Vicia monantha é uma espécie de planta com flor pertencente à família Fabaceae. 
A autoridade científica da espécie é Retz., tendo sido publicada em Observationes Botanicae 3: 39. 1783.

## Portugal
Trata-se de uma espécie presente no território português, nomeadamente os seguintes táxones infraespecíficos:
- Vicia monantha subsp. calcarata - presente em Portugal Continental. Em termos de naturalidade é nativa da região atrás referida. Não se encontra protegida por legislação portuguesa ou da Comunidade Europeia.